# باوارین نوردیک
باوارین نوردیک (انگلیسی: Bavarian Nordic) شرکت داروسازی دانمارکی آمریکایی است، که در سال ۱۹۹۴ تأسیس شد.